# Société de géographie commerciale (France)
 (octobre 2023).
Si vous disposez d'ouvrages ou d'articles de référence ou si vous connaissez des sites web de qualité traitant du thème abordé ici, merci de compléter l'article en donnant les références utiles à sa vérifiabilité et en les liant à la section « Notes et références ».
La Société de géographie commerciale (France) est une société savante créée en 1873 et dissoute au vingtième siècle, dont les fondateurs sont issus de la Société de géographie créée en 1821. La société avait pour but « de concourir au développement commercial des entreprises en France et sur tous les points du globe ». Elle a publié la Revue économique française.

## Histoire

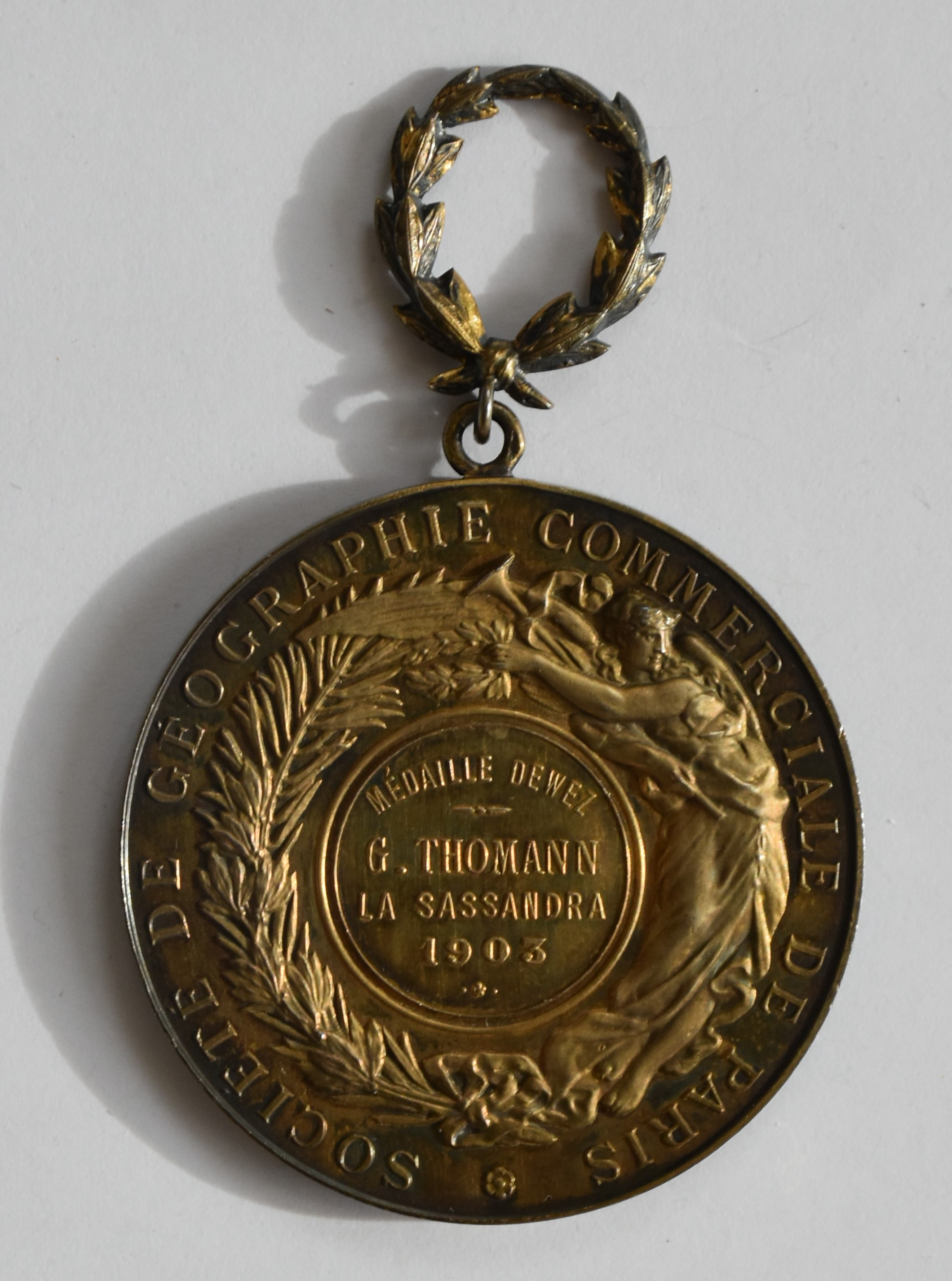
Médaille DEWEZ de 1903 décernée par la Société de géographie commerciale à Georges Thomann pour sa traversée de Sassandra à Séguéla en 1902. Cette médaille n'est attribuée qu'à une seule personne par an.

Les milieux commerciaux et industriels  impliqués dans l'expansion coloniale française des années 1860 font appel à la société de géographie qui crée une commission présidée par Joachim Meurand qui devient ensuite une société savante indépendante.
La Société a comme présidents successifs Jean Joachim Meurand, E. Cheysson, Émile Levasseur, Georges Dubail, Jean Morel, Louis Marin.[réf. nécessaire]
Ses secrétaires généraux sont Ch. Hertz, Charles Gauthiot, Paul Labbé, Henri Lorin, Georges Brissaud-Desmaillet.[réf. nécessaire]

## La revue et les publications

### La revue
- Bulletin de la Société de géographie commerciale de Paris : il parait de 1878 à 1918, tome 1 en octobre 1878, tome 40 en décembre 1918[4].
- Revue économique française est le nouveau nom de la revue, publiée à partir de janvier 1919[5]. Cette revue cesse de paraître durant la Seconde guerre mondiale mais refait son apparition en 1952 sous la présidence de Pierre-Étienne de Perier[6].

### Les autres éditions
- Henri Castonnet des Fosses, L'Inde française au XVIIIe siècle, 1898, 558 p.
- Mission Joalland-Meynier, Itinéraire du Niger jusqu'au lac Tchad, 1901
- Itinéraire du Commandant Monteil, 1893
- Jean-Louis de Lanessan, L'Indochine française, 1887

## Les autres activités
La société écrit des rapports, des courriers, organise des conférences, au sein de quatre commissions de travail : explorations et voies commerciales, exploitation des produits naturels et industriels, colonisation et émigration, enseignement.
La société a organisé, en septembre 1878, le premier congrès international de géographie commerciale tenue au Palais du Trocadéro.

## Les récompenses
La société attribue chaque année de nombreuses médailles et prix. La médaille Berge est la plus importante. Elle est créée en 1883 par le fils d’un membre de la société et récompense un voyageur français qui a recueilli des renseignements utiles à la géographie commerciale. La première année le prix est donné à Pierre Savorgnan de Brazza.
Les autres récompenses sont (en 1932) la médaille Henri d'Orléans, la médaille de la Chambre de Commerce, la médaille Levasseur, la médaille Henri Lorin, la médaille Meurand, la médaille Gauthiot, la médaille Dupleix, médaille Caillé, la médaille la Pérouse, la médaille Castonnet des Fosses, la médaille Duchesne-Fournet, la médaille Gaudy, la médaille de la Ligue maritime, la médaille Pra, la médaille des négociants commissionnaires, la médaille du syndicat général du commerce, la médaille de la Presse coloniale, la médaille de la navigation et des transports, la médaille Raulet, la médaille Mallat de Bassilan, la médaille Camille des Liens, la médaille Gallois, la médaille Max Mabyre, la Médaille Hohl, le prix Halais, le prix Radius.